# Fuscidea hottentotta
Fuscidea hottentotta är en lavart som beskrevs av Brusse. Fuscidea hottentotta ingår i släktet Fuscidea och familjen Fuscideaceae.   Inga underarter finns listade i Catalogue of Life.